# Jórgosz Firósz
Jórgosz Firósz (görögül: Γιώργος Φοιρός; Szaloniki, 1953. november 8. –) görög labdarúgóedző, korábban válogatott labdarúgó.

## Pályafutása

### Klubcsapatban
Pályafutását szülővárosában kezdte az Árisz csapatában. 1971 és 1983 között 303 mérkőzésen lépett pályára. 1983-ban az Iraklísz csapatához került, ahol 1986-ig játszott.

### A válogatottban
1974 és 1982 között 52 alkalommal szerepelt a görög válogatottban. Részt vett az 1980-as Európa-bajnokságon.

## Külső hivatkozások
- Jórgosz Firósz adatlapja a National-Football-Teams.com oldalon (angolul)

- Jórgosz Firósz. eu-football.info